# Cumiès
Cumiès (okzitanisch: Cumièrs) ist eine französische Gemeinde mit 43 Einwohnern (Stand: 1. Januar 2022) im Département Aude in der Region Okzitanien (vor 2016: Languedoc-Roussillon). Die Gemeinde gehört zum Arrondissement Carcassonne und zum Kanton La Piège au Razès. Die Einwohner werden Cumiésiens genannt.

## Lage
Cumiès liegt etwa 37 Kilometer westnordwestlich von Carcassonne um Flüsschen Ganguise. Umgeben wird Cumiès von den Nachbargemeinden Molleville im Norden, Mas-Saintes-Puelles im Nordosten und Osten, Montauriol im Süden, Salles-sur-l’Hers im Westen sowie Belflou im Nordwesten. Zum Gemeindegebiet gehört das Südostufer des Lac de la Ganguise.

## Bevölkerungsentwicklung
| Jahr                       | 1962 | 1968 | 1975 | 1982 | 1990 | 1999 | 2006 | 2019 |
| Einwohner                  | 34   | 34   | 36   | 43   | 36   | 40   | 37   | 39   |
| Quellen: Cassini und INSEE |      |      |      |      |      |      |      |      |